# Oued Miliane
L’oued Miliane ou oued Méliane (arabe : وادي مليان) est un fleuve s'écoulant au nord-est de la Tunisie sur une distance de 160 kilomètres, ce qui en fait le deuxième plus long cours d'eau pérenne du pays après la Medjerda.

## Géographie
Il prend sa source dans le massif montagneux du Djebel Bargou, culminant à 1 280 mètres, et se jette dans le golfe de Tunis entre les villes de Radès et d'Ezzahra. Il dispose d'un bassin versant de 2 283 km2 dans un milieu relativement arrosé (400 à 450 millimètres de précipitations annuelles) et est rejoint par l'oued Kébir (en amont) et l'oued El Hamma (en aval).
Son débit est irrégulier, pouvant atteindre 200 m3/s lors de crues, mais il fait partie des rares cours d'eau de Tunisie à débit maintenu durant l'été, comme le rappelle le sens étymologique arabe, miliane signifiant « plein ».
Il se caractérise par une forte charge alluviale évaluée à 25 grammes par litre ce qui correspond à 1,5 million de tonnes de sédiments charriés chaque année. Ceci a permis de fertiliser la plaine de Mornag (une riche région agricole au sud de Tunis vouée aux cultures maraîchères et à la viticulture) mais aussi de participer de la fermeture du lac de Tunis ainsi que de la naissance d'un cordon dunaire sur le littoral entre Radès et Hammam Lif. Le lit du fleuve s'est déplacé au fil des siècles derniers.